# توماس برايس (مؤرخ)
توماس برايس (بالإنجليزية: Thomas Price)‏  (و. 1787 – 1848 م) هو مؤرخ، ومترجم، ومترجم الكتاب المقدس ‏ ويلزي، ولد في باويس، توفي عن عمر يناهز 61 عاماً.